# Павел Пардо
Павел Пардо (ісп. Pável Pardo, нар. 26 липня 1976, Гвадалахара) — мексиканський футболіст, що грав на позиції півзахисника.
Пардо провів 148 матчів за збірну Мексики з 1996 по 2009 рік, ставши другим у списку за кількістю проведених матчів за всю історію збірної. Брав участь у чемпіонатах світу 1998 і 2006 років, став володарем Кубка конфедерацій 1999 року та дворазовим володарем Золотого кубка КОНКАКАФ.
Ветеран клубу «Америка», за який провів в цілому 330 матчів і забив 25 голів. Також виступав у Європі за німецький «Штутгарт», з яким став чемпіоном країни.

## Клубна кар'єра
Пардо почав свою кар'єру в 1993 році, в клубі «Атлас». Також, він встиг пограти у команді «Естудіантес Текос», перш ніж прийти в клуб «Америка». Саме тут він став розглядатися, як один з найкращих гравців Мексики, а також домігся великого успіху на клубному терені. Павел став ветераном «Америки», провівши в сумі 330 матчів за команду клубу.

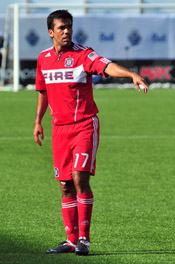
Павел Пардо під час виступів за «Чикаго Файр». 2011 рік.

Після виступу за команду Мексики на Кубку конфедерацій та Чемпіонаті світу Павелом почали цікавитися безліч іноземних клубів. Йшли чутки, що в його послугах зацікавлені аргентинський «Рівер Плейт» та іспанський «Рекреатіво». Проте після чемпіонату світу Пардо перейшов в «Штутгарт», разом зі своїм співвітчизником Рікардо Осоріо. Сума угоди становила 1 мільйон євро. Перший м'яч за свою нову команду Павел провів 16 вересня 2006 року у зустрічі проти «Вердера».
19 травня 2007 року «Штутгарт» завоював титул найкращого клубу країни. У тому сезоні він провів 33 зустрічі, виступаючи в ролі одного із стовпів команди. Павел посів п'яту сходинку у списку кращих гравців чемпіонату Німеччини того року.
У січні 2009 року за 4 мільйони доларів Павел повернувся в клуб «Америка», де провів ще два з половиною роки.
У липні 2011 року, після того як «Клуб Америка» дозволив йому розірвати контракт, Пардо підписав контракт з «Чикаго Файр» із американської MLS. 18 січня 2012 року Пардо продовжив свій контракт з клубом ще на два роки.
19 січня 2013 року Пардо заявив про завершення своєї футбольної кар'єри.

## Виступи за збірну
1996 року дебютував в офіційних матчах у складі національної збірної Мексики.
У складі збірної був учасником двох чемпіонатів світу — 1998 року у Франції та 2006 року у Німеччині, чотирьох Кубків конфедерацій — 1997 року у Саудівській Аравії, 1999 року у Мексиці, здобувши того року титул переможця турніру, 2001 року в Японії і Південній Кореї та 2005 року у Німеччині. трьох Кубків Америки — 1997 року у Болівії, на якому команда здобула бронзові нагороди, 1999 року у Парагваї, на якому команда здобула бронзові нагороди та 2004 року у Перу та трьох Золотих кубків КОНКАКАФ — 1998 року у США, здобувши того року титул континентального чемпіона, 2003 року у США та Мексиці, здобувши того року титул континентального чемпіона, та 2007 року у США, де разом з командою здобув «срібло».
Протягом кар'єри у національній команді, яка тривала 14 років, провів у формі головної команди країни 148 матчів, забивши 11 голів, а також неодноразово ставав капітаном збірної.

## Титули і досягнення

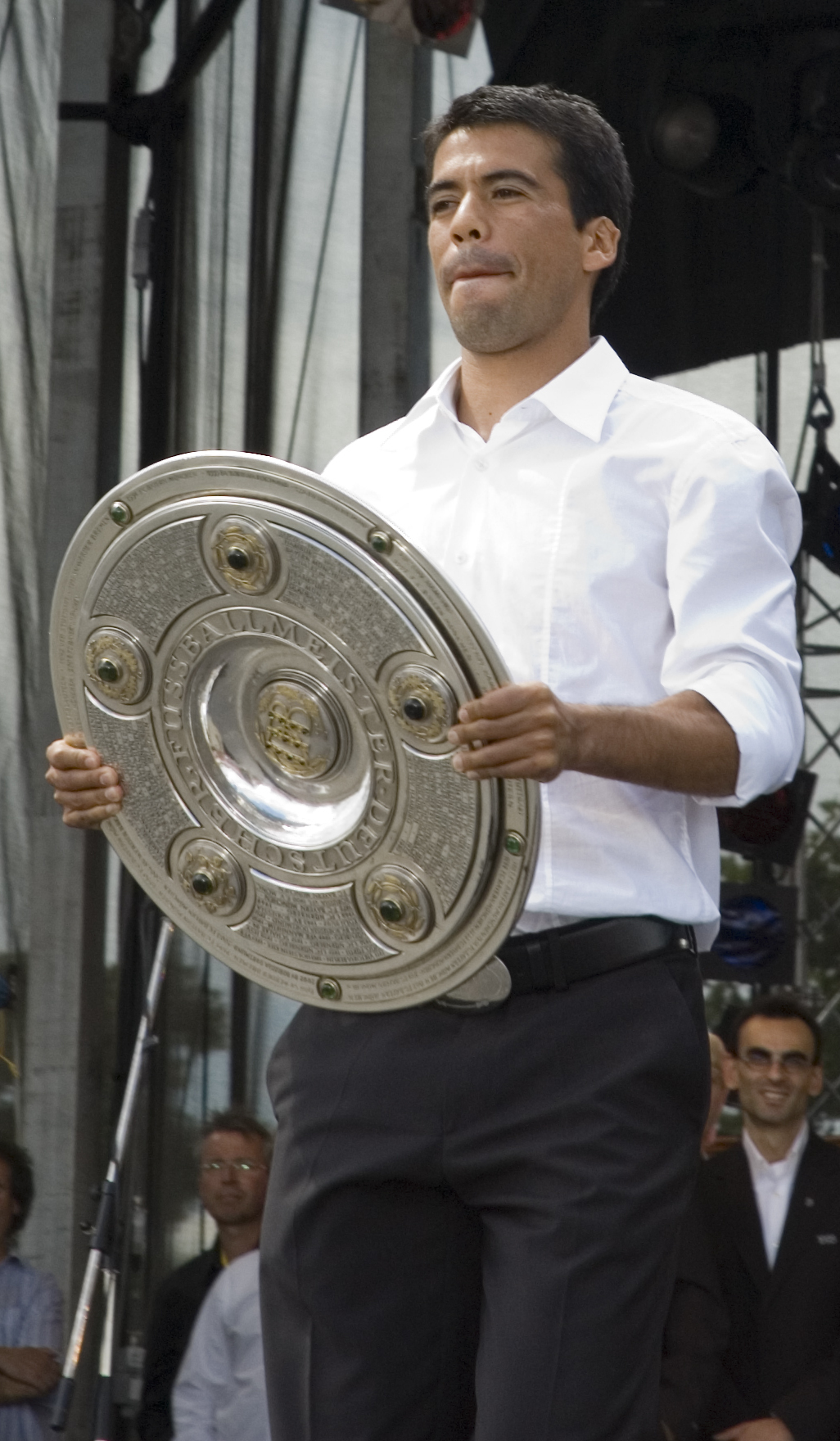
Пардо з «срібною салатницею» переможця Бундесліги. 2007 рік.

- Чемпіон Мексики (2):

«Америка»: Верано 2002 , Клаусура 2005
- Володар Суперкубка Мексики (1):

«Америка»: 2005
- Чемпіон Німеччини (1):

«Штутгарт»: 2006/2007
- володар Кубка чемпіонів КОНКАКАФ (1):

«Америка»: 2006
Збірні
- Володар Золотого кубка КОНКАКАФ (2):

Мексика: 1998, 2003
- Срібний призер Золотого кубка КОНКАКАФ (1):

Мексика: 2007
- Володар Кубка Конфедерацій (1):

Мексика: 1999
- Бронзовий призер Кубка Америки: 1997, 1999
- Срібний призер Панамериканських ігор: 1995